# Edmund Gabriel Davis
Pour les articles homonymes, voir Davis.
Edmund Gabriel Davis, né le 3 août 1861 à Toorak (Australie) et mort le 20 février 1939 au château de Chilham (Kent, Angleterre), est un entrepreneur et collectionneur d'œuvres d'art britannique. 

## Biographie
Né près de Melbourne, Edmund Davis est le deuxième enfant de Samuel Davis, négociant installé en Australie, et Josephine Bensusan, fille d'un autre négociant. Il a par ailleurs deux autres frères et une sœur. Très jeune, il est envoyé à Paris pour ses études et découvre l'art pour lequel il gardera une vraie passion ; il suit les cours du peintre Victor Leclaire. En 1879, son père l'envoie travailler au Cap, dans une entreprise de négoce appartenant à un oncle. Là, il se lança dans le commerce des plumes d'autruches, puis ramassa du guano. En 1888, il épouse sa cousine, Mary Zillah Halford Bensusan, qui, sous le nom de Mary Davis (1866-1941), devient une artiste renommée. L'année suivante, le couple part s'installer à Londres. Edmund commence à prendre des parts dans des sociétés minières sud-africaines et profite du boom qui accompagne la découverte d'importants gisements aurifères. En 1898, il accompagne Cecil Rhodes lors de la visite de ce dernier auprès de l'empereur d'Allemagne Guillaume II pour le convaincre d'adhérer au projet du chemin de fer Le Cap – Le Caire.
Devenu incontournable dans le négoce des métaux, Edmund Davis, par le biais de l'Amirauté et du ministère des Munitions britannique, prend une part active durant la Première Guerre mondiale en livrant d'importantes quantités de minerais stratégiques à la Grande-Bretagne et à la France. Par ailleurs, il présente en 1915 au musée du Luxembourg une collection de peintures exécutées par des artistes américains et britanniques contemporains, dont William Morris Hunt, Burne-Jones, Arthur Rackham, Eric Kennington, William Orpen, James Pryde, Charles Ricketts et Charles Haslewood Shannon ; avec ces deux derniers, le couple resta très proche, ils deviennent leurs conseillers artistiques et en 1896, leur demande de décorer leur demeure londonienne située au 13 Landsdowne Road. Cette collection montrée à Paris en 1915 fut offerte ensuite aux musées français et reste l'un des plus importants dons de cette nature.
Après la guerre, Edmund Davis joue une rôle clé dans le développement des mines de chrome de la Rhodésie du Nord (actuelle Zambie). Il rejoint le bureau exécutif de la British South Africa Company. Au total, il fera partie de près de 42 conseils d'administration d'entreprises industrielles. En 1927, il est fait chevalier. 
Il acquiert en 1918 pour la somme de 70 000 livres sterling le domaine de Chilham Castle où il conserve l'ensemble de ses collections d'objets d'art, dont une importante série de peintures de maîtres anciens, parmi lesquels on trouvait des toiles de Rembrandt et de Gainsborough. Leurs amis Ricketts et Shannon s'y voient offrir un atelier où ils peuvent librement exercer leur art.
En 1919, il achète la Villa Fiorentina située à Saint-Jean-Cap-Ferrat ; il y passe une partie de l'été et y accueille le poète Gabriele D'Annunzio.
En 1935, il cède une partie de ses collections sous forme de legs à la Galerie nationale d'Afrique du Sud située au Cap. Il est également à l'origine de bourses d'études destinées aux étudiants de l'université de Londres et de la construction de plusieurs quartiers d'habitation dans Londres. Il a également aidé de nombreux réfugiés fuyant le régime nazi.
Après sa mort, son épouse, sans enfant, met en vente le restant de leurs collections en 1941.